# Ulrich Dürrenmatt
Ulrich Dürrenmatt (né le 20 avril 1849 à Schwandacker, mort le 27 juillet 1908 à Herzogenbuchsee) était un journaliste et politicien suisse. Il était le grand-père de l'écrivain Friedrich Dürrenmatt.

## Biographie
Ulrich Dürrenmatt est né à Schwandacker (commune de Guggisberg) en 1849. Après avoir suivi des séminaires sur l'enseignement à Münchenbuchsee, Ulrich Dürrenmatt se lance dans une carrière d'enseignant à Rüschegg et Berne. Il se perfectionne ensuite afin de devenir maître dans le secondaire et enseigne en divers endroits : Delémont, Frauenfeld et Thoune. De 1880 à 1908, il est rédacteur au Journal populaire bernois Berner Volkszeitung (surnommé  « Buchsi-Zeitung »), une publication conservatrice basée à Herzogenbuchsee. La Gazette de Lausanne du 23 janvier 1893 annonce qu'il va publier la liste des membres de la loge maçonnique Hoffnung de Berne. 
En 1882, il participe à la création du parti populaire conservateur bernois, qu'il représente de 1899 à 1905 au conseil communal d'Herzogenbuchsee. Il se singularisa par la virulence de son antisémitisme. En 1893, il a mené la campagne en faveur de l'initiative populaire pour l'interdiction de l'abattage rituel en Suisse. Entre 1886 et 1908, il siège au Grand Conseil de Berne et de 1902 à 1908, il est parlementaire au Conseil national.
Dürrenmatt était un ardent défenseur du dialecte bernois et chaque édition du Journal populaire comptait un de ses poèmes en « Berntuetsch ».